# Dové Wome
Sename Dové Womé Dobé (Fiokpo, 8 giugno 1991) è un calciatore togolese, centrocampista dell'ASKO Kara e della nazionale togolese.

## Carriera

### Club
Cresciuto nelle giovanili del Maranatha, Wome esordisce in prima squadra nel 2008. L'anno successivo va a giocare in prestito in Ghana, presso i Liberty Prof.. Rientrato alla base, gioca un'ulteriore stagione col Maranatha e, a partire dal 2011, si trasferisce in Sudafrica, al Free State Stars, dove gioca due ottime stagione realizzando 12 reti e 12 assist in tutta la sua permanenza nella compagine sudafricana. Nella stagione 2013-2014 passa ai M. Sundowns, dove fra campionato e coppa nazionale sigla 8 reti e 1 assist in 20 presenze e contribuisce alla vittoria finale della sua squadra nel campionato sudafricano. Nell'estate 2014-2015 passa in prestito al SuperSport Utd dove fino ad ora è il capocannoniere della squadra con 9 reti e 2 assist, fra campionato e coppa nazionale, in 25 presenze.

### Nazionale
Wome è stato convocato per la prima volta in nazionale in occasione di una partita contro il Marocco, valida per le Qualificazioni ai mondiali del 2010. L'esordio ufficiale arrivò un mese dopo, in un'amichevole contro il Giappone. Wome ha segnato il primo gol in nazionale in occasione di un'amichevole contro il Bahrain, persa dal Togo per 5-1. Viene convocato per la Coppa D'Africa 2013 e nella terza partita del girone, contro l'Algeria, segna la rete dello 0-2 finale che permette al Togo di qualificarsi per i quarti di finale di quell'edizione ma dopo poi eliminati subito i quarti dopo i tempi supplementari dal Burkina Faso.

## Palmarès

### Club

#### Competizioni nazionali
- Campionato togolese: 1

Maranatha: 2009